# مداخله نیروهای نظامی ایران در امور سیاسی کشور
بدنهٔ هر حکومت از ارکان مختلفی برای خدمت به کشور و مردم آن متشکل شده‌است. هر ارگان حکومتی وظایف مشخص و تخصصی خود را دارد. نیروهای نظامی و دفاعی نیز باید به همین منوال عمل کنند و بر پیشرفت تکنیکی و علمی خود مبادرت ورزند.
اخبار و مستندات در ایران اینگونه است که ارگان نظامی سپاه پاسداران توان خود را بر انجام کارهای غیر محوله خود معطوف می‌کند. از نمونه‌های آن دخالت در انتخابات و پروژه‌های غیرنظامی است و علیرغم غیر متذکر بودن آن در اساسنامه به‌طور غیرقانونی کسب درآمد می‌کند.
نیروهای مسلح ایران از سه نهاد جداگانه یعنی ارتش جمهوری اسلامی ایران، سپاه پاسداران انقلاب اسلامی و نیروی انتظامی جمهوری اسلامی ایران تشکیل می‌شود.

## مواد قانونی در مورد احزاب و انتخابات
- ماده ۴۰ قانون مجازات جرایم نیروهای مسلح تصریح می‌کند که «مداخله، شرکت یا فعالیت کارکنان نیروهای مسلح در دسته‌بندی‌ها، مناقشه‌های سیاسی و تبلیغات انتخاباتی ممنوع بوده و جرم تلقی می‌شود و مرتکبین به ۶ ماه تا سه سال حبس محکوم می‌گردند.»[۴]
- ماده ۲۹ قانون ارتش، مادهٔ ۱۶ قانون استخدامی سپاه پاسداران انقلاب اسلامی و مادهٔ ۱۶ قانون استخدام نیروی انتظامی جمهوری اسلامی ایران و ماده ۴۷ اساسنامه سپاه پاسداران نیز بر این ممنوعیت تأکید می‌کند.[۴]

## سخنان روح‌الله خمینی بر عدم ورود نظامیان به سیاست
- «اصل وارد شدن در حزب برای ارتش، برای سپاه پاسداران، برای قوای نظامی و انتظامی وارد شدنش جایز نیست، به فساد می‌کشد اینها را و من عرض می‌کنم کسانی که در رأس ارتش هستند و کسانی که در رأس سپاه پاسداران هستند، موظف هستند که ارتش را و سپاه را و سایر قوای مسلح را از احزاب کنار بزنند.»[۵]
- «وصیت اکید من به قوای مسلح آن است که همان‌طور که از مقررات نظام، عدم دخول نظامی در احزاب و گروه‌ها و جبهه‌ها است، به آن عمل نمایند و قوای مسلح مطلقاً، چه نظامی و انتظامی و پاسدار و بسیج و غیر اینها، در هیچ حزب و گروهی وارد نشده و خود را از بازی‌های سیاسی دور نگه دارند.» [۵]
- «ورود سیاست در ارتش شکست ارتش است، این را باید بدانید و شرعاً جایز نیست».[۶]
- «برای سپاهی‌ها جایز نیست که وارد بشوند به دسته‌بندی، و آن طرفدار آن یکی، آن یکی طرفدار آن یکی. به شما چه ربط دارد که در مجلس چه می‌گذرد؟ در امر انتخابات باز هم به من اطلاع دادند که بین سپاهیها هم باز صحبت هست. خوب! انتخابات در محل خودش دارد می‌شود، جریانی دارد، به سپاه چه کار دارد که آنها هم اختلاف پیدا کنند؟ برای سپاه جایز نیست این. برای ارتش جایز نیست این. سپاهی را از آن تعهدی که دارد، از آن مطلبی که به عهده اوست باز می‌دارد و همین‌طور ارتش را؛ و ما در گفتارمان، در کردارمان که در محضر خدای تبارک و تعالی واقع است، باید فکر بکنیم…»[۶]

## نمونه‌های دخالت نظامیان
هاشمی رفسنجانی در خاطرات خود به چند نمونه از دخالتهای نیروهای نظامی در انتخابات اشاره می‌کند:
- «سردار منصور احمدلو [جانشین سابق فرمانده سپاه یکم نیروی زمینی سپاه] از فرماندهان سپاه آمد. گزارشی از دخالت فرماندهان سپاه در انتخابات داد و اجازه می‌خواست که به خاطر این تخلف از فرمان امام، از سپاه استعفا بدهد؛ نصیحتش کردم که بماند.»[۷]
- «آقای احمد شفیعی از وزارت اطلاعات آمد. گزارش وضع انتخابات و دخالت‌های غیرقانونی سپاه و بسیج را داد و نحوه کار وزارت را در شناسایی نامزدها توضیح داد.»[۸]
- «آقای کریم زارع نماینده شیراز آمد. به شدت از جریان انتخابات شیراز ناراضی بود. قبلاً کاندیدای جامعه روحانیت مبارز بوده و گفت به خاطر عدم اطاعت کورکورانه، این بار او را با امتیازات از لیست حذف نمودند و از شخص استاندار و سپاه هم شاکی بود.»[۹]
- «شب میهمان رهبری بودم. [...] دربارهٔ اقدامات موذیانه‌ای که برای ایجاد تفرقه بین من و ایشان می‌شود، به خصوص در جریان انتخابات اخیر و عملکرد بعضی از افراد سپاه و بسیج، صحبت کردیم. قرار شد با آنها برخورد شود.»[۱۰]
- «پیش از ظهر دکتر حسن روحانی دبیر شورای عالی امنیت ملی و نایب رئیس مجلس آمد. دربارهٔ ریاست مجلس پنجم صحبت شد. برای نامزدشدن، تردید جدی دارد. مذاکراتش با رهبری را در مورد دخالت سپاه در انتخابات و تندروی‌های انصار حزب‌الله تعریف کرد.»[۱۱]
- «آقای غلامحسین کرباسچی شهردار تهران آمد. [...] از نامه اعتراضی چهار صفحه‌ای خبرداد که فرماندهان سپاه به آقای محسن رضایی فرمانده کل سپاه در اعتراض به دخالت سپاه در انتخابات نوشته‌اند که باعث بدبینی بخش قابل توجهی از مردم نسبت به سپاه شده‌است.»[۱۲]
- «ظهر آقای محمد یزدی رئیس قوه قضاییه با خانواده‌اش آمدند. [...] دربارهٔ انتخابات و موضع‌گیری یک طرفه [حقانی‌ها] و عدم توجه به تخلفات صداوسیما و سپاه و فشارآوردن روی تخلفات شهرداری هم بحث شد که آقای یزدی قبول دارند و از من استمداد کرد که از طریق آیت‌الله خامنه‌ای، خودسری‌های گروه انصار حزب‌الله را کنترل کنیم.»[۱۳]
- «آقای مسیح مهاجری، مشاور فرهنگی و امور اجتماعی رئیس‌جمهور آمد. گزارش سفر به تاجیکستان را داد و از پیشامدهای انتخابات، منجمله دخالت‌های سپاه و صداوسیما و شورای نگهبان اظهار نگرانی کرد.»[۱۴]
- «سردار مرتضی قربانی، فرمانده سپاه اصفهان و سردار اسماعیل کوثری و فرمانده لشکر بعثت آمدند. از بعضی از مواضع بعضی از سپاهیان عذرخواهی کردند و خودشان را تبرئه نمودند و برای کارهایشان کمک خواستند.»[۱۵]
- «آقای مهدی کروبی دبیر مجمع روحانیون مبارز تلفنی گفت: تصمیم گرفته‌اند که آقای سید محمد خاتمی خود را نامزد انتخابات ریاست جمهوری کند و از من خواست که کمک کنم تا آن شیوه‌های فشار و بهتان و استفاده از سپاه و صداوسیما که در انتخابات مجلس پنجم پیش آمد تکرار نشود.»[۱۶]
- «آقای شمخانی [فرمانده نیروی دریایی] آمد و گفت بعضی از عناصر سپاه تلاش می‌کنند که از رهبری اجازه دخالت در انتخابات را بگیرند ولی هنوز موفق نشده‌اند. آقای رضایی، [فرمانده کل سپاه پاسداران] موافق نیست و خودش می‌خواسته نامزد [انتخابات ریاست جمهوری] شود که رهبری اجازه نداده‌است.»[۱۷]
- «عصر سردار [قاسم] سلیمانی از کرمان آمد و دخالت سپاه در انتخابات و [از] خطر دودستگی اظهار نگرانی کرد و از دلسرد شدن آقای [محسن] رضایی، [فرمانده کل سپاه] گفت و برای علاج کمک خواست.»[۱۸]

## در همین زمینه
- کنترل غیرنظامی نیروهای نظامی